# Manfred Peter Hein

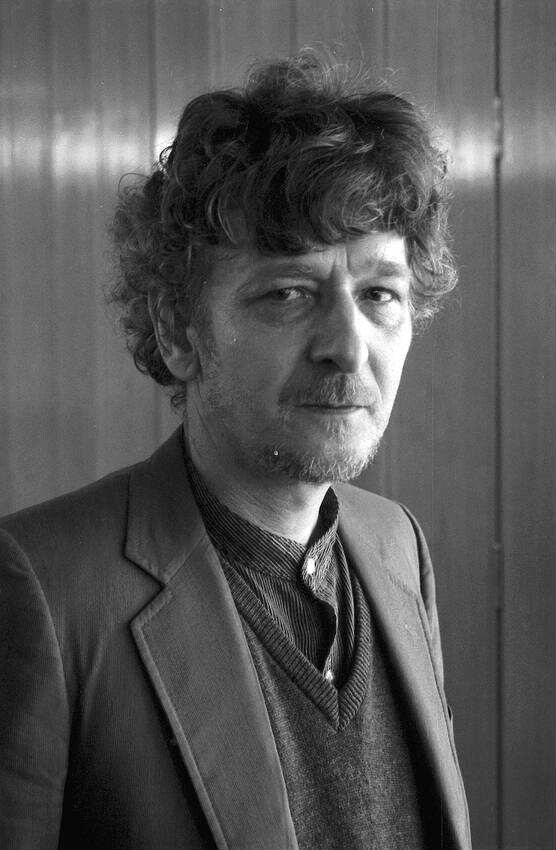
Manfred Peter Hein (1984)

Manfred Peter Hein (* 25. Mai 1931 in Darkehmen / Ostpreußen; † 10. Mai 2025 in Espoo) war ein deutscher Schriftsteller und Übersetzer. Er lebte seit 1958 in Espoo, Finnland.

## Leben
Aufgewachsen in Darkehmen, besuchte Manfred Peter Hein noch in den letzten Kriegsjahren, als Zwölf- bis Vierzehnjähriger, die Nationalpolitischen Erziehungsanstalten (Napola) in Stuhm / Westpreußen und Plön. Nach dem in Bad Wildungen 1951 abgelegten Abitur begann er sein Studium der Fächer Germanistik, Kunstgeschichte, Geschichte und Finnougristik in Marburg, München, Helsinki und Göttingen, das er 1958 mit dem Staatsexamen abschloss.
Im selben Jahr heiratete er und zog nach Finnland, wo er mit nur kurzen Unterbrechungen bis zu seinem Tod in Mäkkylä bzw. Karakallio, Vororten Espoos, als Übersetzer und Schriftsteller lebte. Von 1959 bis 1962 arbeitete Hein zeitweise als Sprachlehrer in Finnland und Deutschland, 1963 war er länger in West-Berlin. In den Jahren 1963 und 1964 wurde er zu den Treffen der Gruppe 47 in Saulgau und Sigtuna eingeladen, nachdem bereits erste Gedichtbände von ihm erschienen waren. Johannes Bobrowski, den er im Oktober 1963 in Saulgau kennengelernt hatte, war sein Gast in Mäkkylä im Juni 1964, und Hein besuchte mit seiner Familie im darauffolgenden Sommer den Freund für drei Wochen in Berlin-Friedrichshagen.
Zwischen 1964 und 1969 hielt er sich häufig in der Tschechoslowakei auf und begann erste Texte aus dem Tschechischen zu übersetzen. In den Jahren 1966 bis 1982 übersetzte er außerdem für den Süddeutschen Rundfunk zwanzig finnische Hörspiele, 1971 bis 1974 alte und neue finnische Prosatexte.
Einen Schwerpunkt von Heins wissenschaftlicher Arbeit bildete 1975 bis 1984 die finnische Literatur- und Kulturgeschichte. Zur gleichen Zeit entwickelte er als Redakteur und später als Herausgeber das deutsch-finnische Literaturprojekt Trajekt – Beiträge zur finnischen, finnlandschwedischen, lappischen, estnischen, lettischen und litauischen Literatur. Es entstanden Jahrbücher und eine Buchreihe als Trajekte zwischen den beiden Kulturkreisen. 1984 vollendete er seine großangelegte literaturhistorische Studie zur finnischen und deutschen Rezeption von Aleksis Kivis Roman Die sieben Brüder. Von 1981 bis 1988 widmete er sich auch wieder verstärkt der osteuropäischen Literatur: Er sammelte und übersetzte Texte avantgardistischer Lyriker, die er 1991 in seiner viel beachteten Anthologie Auf der Karte Europas ein Fleck publizierte, in der er Gedichte von Finnland bis zum Balkan in deutscher Sprache vorstellt.
In seiner 1999 erschienenen autobiografischen Erzählung Fluchtfährte verarbeitet Hein seine Kindheit und Jugend in einer vom nationalsozialistischen Geist erfüllten ostpreußischen Familie, aus der ihm 1958 mit der Emigration nach Finnland der Ausbruch gelungen war. Und er flieht weiter, durch das bundesrepublikanische Nachkriegsdeutschland zurück in den Osten: Finnland wird ihm zur neuen Heimat.
Hein war Mitglied des finnischen P.E.N.-Zentrums. Hein starb über zwei Wochen vor seinem 94. Geburtstag in Espoo, Finnland.

## Auszeichnungen und Ehrungen
- 1969 Aufenthaltsstipendium des Tschechoslowakischen Schriftstellerverbands in Prag
- 1975 Finnischer Staatspreis für ausländische Übersetzer (für seine Vermittlung von finnischer Literatur in die deutsche Sprache)
- 1984 Peter-Huchel-Preis
- 1985 Stipendium des Berliner Senats
- 1992 Förderpreis zum Horst-Bienek-Preis für Lyrik
- 1994 Künstlerrente des Finnischen Unterrichtsministeriums
- 1996 Stipendium Schloss Wiepersdorf
- 1999 Paul Scheerbart-Preis für Übersetzung von Lyrik der Heinrich Maria Ledig-Rowohlt-Stiftung
- 2002 Hans-Erich-Nossack-Akademiepreis für Dichter und ihre Übersetzer der Mainzer Akademie (für die Haavikko-Übersetzungen)
- 2004 Jahrespreis für Literatur 2003, verliehen vom Lettischen Schriftstellerverband, für das Lebenswerk auf dem Gebiet der Lyrik und der Lyrik-Übertragung (gemeinsam mit Ludmila Azarova)
- 2006 Rainer-Malkowski-Preis: In der Urkunde zum Rainer-Malkowski-Preis 2006 steht: „Manfred Peter Heins Gedichte zählen zum Besten der neueren deutsche Poesie. Reich an zeitgenössischer Welterfahrung, reflektieren sie das Eigenste dieses eigenwilligen Dichters.“
- 2011 Verleihung der Ehrendoktorwürde durch die Johannes Gutenberg-Universität Mainz für seine herausragende Vermittlerleistung zwischen den europäischen Literaturen

## Werke
- Ohne Geleit. Gedichte. Hanser Verlag, München 1960
- Taggefälle. Gedichte. Hanser Verlag, München 1962
- Gegenzeichnung. Gedichte 1962–1972. Erato-Presse, Darmstadt 1974, ISBN 978-3-87008-036-5
- Hrsg. von Trajekt – Beiträge zur finnischen, finnlandschwedischen, lappischen, estnischen, lettischen und litauischen Literatur. Sechs Bände, Otava Verlag/Klett-Cotta, Helsinki/Stuttgart 1981–1986
- Gegenzeichnung. Gedichte 1962-1982. Agora Verlag, Berlin/Darmstadt 1983
- Die Kanonisierung eines Romans. Alexis Kivis "Sieben Brüder" 1870–1980. Otava/Klett-Cotta, Helsinki/Stuttgart 1984, ISBN 978-3-608-95344-2 und ISBN 978-951-1-07840-1
- Zwischen Winter und Winter. Fünfundzwanzig Gedichte. Rowohlt Verlag, Reinbek 1987, ISBN 978-3-498-02881-7
- Auf Harsch Palimpsest. Zwölf Gedichte. Verlag Ulrich Keicher, Warmbronn 1988, ISBN 978-3-924316-25-9
- Orte der Verbannung. Zwölf Gedichte. Verlag Ulrich Keicher, Warmbronn 1990, ISBN 978-3-924316-45-7
- Rhabarber Rhabarber. Gedichte und Geschichten für Kinder. Ammann Verlag, Zürich 1991, ISBN 978-3-250-10154-3
- Finnische Literatur in Deutschland. Essays zur Kivi- und Sillanpää-Rezeption. Vaasa 1991
- Ausgewählte Gedichte. 1956–1986. Ammann Verlag, Zürich 1993, ISBN 978-3-250-10186-4
- Über die dunkle Fläche. Gedichte 1986–1993. Ammann Verlag, Zürich 1994, ISBN 978-3-250-10212-0
- Spiegelkehre. Zwölf Gedichte. Verlag Ulrich Keicher, Warmbronn 1995, ISBN 978-3-924316-81-5
- Fluchtfährte. Erzählung, Ammann Verlag, Zürich 1999, ISBN 978-3-250-10392-9
- Steinschlag auf Lauer. Verlag Ulrich Keicher, Warmbronn 1999, ISBN 3-932843-08-8
- Glatteis. Kindergedichte für jedes Alter. Verlag Ulrich Keicher, Warmbronn 2001, ISBN 978-3-932843-27-3
- Hier ist gegangen wer. Gedichte 1993–2000. Ammann Verlag, Zürich 2001, ISBN 978-3-250-10426-1
- Zwiegespräch [Aus: Über die dunkle Fläche, 1994], Künstlerbuch von Thomas P. Konietschke, Kaefertal-Presse & Edition, Eppertshausen 2000
- Sprengung einwärts. Zwölf Gedichte. Verlag Ulrich Keicher, Warmbronn 2004, ISBN 978-3-932843-95-2
- Aufriß des Lichts. Späte Gedichte 2000–2005. Wallstein Verlag, Göttingen 2006, ISBN 978-3-8353-0041-5
- Vom Umgang mit Wörtern. Streifzüge und Begleittexte. Regensburger Skripten zur Literaturwissenschaft, Bd. 5, Universität Regensburg 2006, ISBN 978-3-88246-300-2
- Die Katze. Ihr Zeitmaß. Gedichte aus vierzig Jahren. Mit vier Kaltnadelradierungen von Katrin Hanusch. Verlag Thomas Reche, Neumarkt 2007, ISBN 978-3-929566-55-0
- Nachtkreis. Gedichte 2005–2007. Wallstein Verlag, Göttingen 2008, ISBN 978-3-8353-0357-7
- Weltrandhin. Gedichte 2008–2010. Wallstein Verlag, Göttingen 2011, ISBN 978-3-8353-0895-4
- Nördliche Landung. Bericht. Queich-Verlag, Germersheim/Berlin 2011, ISBN 978-3-939207-02-3
- Der Exulant: Zwei Dialoge. Queich-Verlag, Germersheim/Berlin 2012, ISBN 978-3-939207-14-6
- Sandkörner. Kindergedichte für jedes Alter. Queich-Verlag, Germersheim/Berlin 2014, ISBN 978-3-939207-22-1
- Spiegelungen Orte. Gedichte 2010–2014. Wallstein Verlag, Göttingen 2015, ISBN 978-3-8353-1599-0
- Fährten im Zeitdämmerareal. Gedichte 2015–2019. Wallstein Verlag, Göttingen 2020, ISBN 978-3-8353-3673-5

### Übersetzungen
- Moderne finnische Lyrik. Vandenhoeck & Ruprecht, Göttingen 1962
- Paavo Haavikko: Poesie. Finnisch-deutsch, Suhrkamp Verlag, Frankfurt/Main 1965
- Paavo Haavikko: Jahre. Roman. Suhrkamp Verlag, Frankfurt/Main 1965
- Antti Hyry: Erzählungen. Suhrkamp Verlag 1965
- Pentti Saarikoski: Ich rede. Gedichte. Luchterhand Verlag, Neuwied, Berlin 1965
- Veijo Meri: Der Töter und andere Erzählungen. Suhrkamp Verlag, Frankfurt/Main 1967
- Moderne Erzähler der Welt: Finnland. Erdmann Verlag, Tübingen 1974:
  - Volter Kilpi: Die Seemannswitwe[1]
  - Teuvo Pakkala: Armer Iikka[1]
  - weitere Autoren (ohne Titel der Erzählungen) siehe Germersheimer Übersetzerlexikon
- František Halas: Und der Dichter? Gedichte. Aus dem Tschechischen übersetzt. Zwiebelzwerg Verlag, Düsseldorf 1979
- Amanda Aizpuriete: Die Untiefen des Verrats. Gedichte. (Übertragen anhand von Interlinearversionen aus dem Lettischen von der Autorin und Margita Gūtmane.) Rowohlt Verlag, Reinbek 1993
- Amanda Aizpuriete: Laß mir das Meer. Liebesgedichte. (Übertragen anhand von Interlinearversionen aus dem Lettischen von der Autorin und Margita Gūtmane.) Rowohlt Verlag, Reinbek 1996
- Amanda Aizpuriete: Babylonischer Kiez. Gedichte. (Übertragen anhand von Interlinearversionen aus dem Lettischen von der Autorin und Horst Bernhardt.) Rowohlt Verlag, Reinbek 2000
- Weithin wie das Wolkenufer – Kuin on pitkät pilven rannat. Finnische Gedichte aus zwei Jahrhunderten – Suomalaisia runoja kahdelta vuosisadalta, finnisch-deutsch, Wallstein Verlag, Göttingen 2004. ISBN 3-89244-828-0
- Kur Dieviņi tu paliksi. Wo Gott wirst du bleiben dann. Lettische Volkspoesie. Ausgewählt von Amanda Aizpuriete. Nachgedichtet von Manfred Peter Hein anhand der Übersetzung von Horst Bernhardt. Queich-Verlag, Germersheim 2011, ISBN 978-3-939207-01-6

### Herausgeberschaft
Mehrere Titel bzw. Gedichte wurden auch von M. P. Hein aus dem Finnischen und Tschechischen übersetzt.
- Trajekt. Beiträge zur finnischen, finnlandschwedischen, lappischen, estnischen, lettischen und litauischen Literatur. Heft 1–6, 1981–1986[2]
- Sammlung Trajekt. Beiträge zur finnischen, lappischen und estnischen Literatur. Buchreihe (23 Bde.) mit Übersetzungen aus dem Finnischen, Finnlandschwedischen, Lappischen und Estnischen, hrsg. von Manfred Peter Hein. Otava, Helsinki; Klett-Cotta, Stuttgart 1979–1988:[3]

1. Eino Leino: Die Hauptzüge der finnischen Literatur (Einführung, 1918), 1980
2. Alexis Kivi: Die sieben Brüder (Roman, 1870). Übersetzt von Gustav Schmidt (1921), durchgesehen und behutsam korrigiert von Andreas F. Kelletat, 1980
3. Antti Hyry: Daheim (Roman, 1960). Aus dem Finnischen von Josef Guggenmos, 1980
4. Frans Emil Sillanpää: Das fromme Elend. Übers. Edzard Schaper
5. Veijo Meri: Erzählungen (1965). Aus dem Finnischen von Manfred Peter Hein, 1981
6. Paavo Haavikko: Zwei Erzählungen (Jahre, 1962). Aus dem Finnischen von Manfred Peter Hein. Mit einem Nachwort von Hans Dieter Schäfer, 1981
7. Johan Turi: Erzählung von dem Leben der Lappen. Aus dem Dänischen von Mathilde Mann, hrsg. von Emilie Demant, 1982
8. Paavo Haavikko: König Harald. Hörspiele. Aus dem Finnischen von Manfred Peter Hein, 1982
9. Johan Vilhelm Snellman: Deutschland. Eine Reise durch die deutschsprachigen Länder 1840/1841. Aus dem Schwedischen von Anne Marie Hinderling-Eliasson und Robert Hinderling, 1982
10. Maiju Lassila (= Algot Untola): Streichhölzer. Aus dem Finnischen von Anu Pyykönen-Stohner und Friedbert Stohner, 1982
11. Pentti Haanpää: Erzählungen. Aus dem Finnischen von Manfred Peter Hein, 1982
12. Antti Hyry: Erzählungen. Aus dem Finnischen von Manfred Peter Hein, 1983
13. Pentti Haanpää: Der Teufelskreis. Aus dem Finnischen von Helga Thiele. Nachwort Richard Semrau, 1983
14. Karl August Tavaststjerna: Harte Zeiten. Aus dem Schwedischen von Klaus-Jürgen Liedtke, 1983
15. Pentti Haanpää: Die Stiefel der neun. Aus dem Finnischen von Reinhard Bauer, 1983
16. Antti Tuuri: Der steinigste Ort. Erzählungen. Aus d. Finn. von Reinhard Bauer, 1984
17. Henry Parland: (z. B. schreiben wie gerade jetzt). Gedichte schwedisch und deutsch. Übersetzung und Nachwort von Wolfgang Butt, 1984
18. Hella Wuolijoki: Sõja laul. Das estnische Kriegslied. Ein Poem (estnisch und deutsch). Zusammengestellt und mit Hilfe von Bertolt Brecht und Margarete Steffin ins Deutsche übertragen. Hrsg. u. kommentiert von Hans Peter Neureuter, 1984
19. Christer Kihlman: Homo tremens. Aus dem Schwedischen von Tine Jansson und Klaus-Jürgen Liedtke, 1985
20. Jaan Kross: Vier Monologe Anno Domini 1506. Historische Novellen. Aus dem Russischen von Hilde Angarowa und Werner Creutziger, 1985
21. Veijo Meri: Das Manilaseil. Aus d. Finn. von Horst Bernhardt (Manillaköysi), 1986
22. Paavo Haavikko: Die Nacht bleibt nicht stehen. Zwei Poeme. Finnisch-Deutsch, 1986
23. Veijo Meri: Quitt. Roman. Aus dem Finnischen von Richard Semrau, 1988

- Auf der Karte Europas ein Fleck. Gedichte der osteuropäischen Avantgarde. Ammann Verlag, Zürich 1991.